# Сирелиус, Уно Тави
Уно Тави Сирелиус (фин. Uuno Taavi Sirelius; 5 мая 1872, Яаски, Карелия, Великое княжество Финляндское (ныне Лесогорский Выборгский район Ленинградской области) — 24 августа 1929, Хельсинки) — финский этнограф, лингвист, этнограф, педагог, профессор, один из основоположников финно-угорской этнографии в Финляндии.
Был сотрудником, позже заведующим Этнографического отдела Государственного историко-этнографического музея, позднее возглавил кафедру финно-угорской этнографии Хельсинкского университета, основанную в 1921 году. С 1921 года — профессор университета в Хельсинки.
Испытав влияние эволюционного метода А. Бастиона, в дальнейшем стоял ближе к взглядам немецкого этнографа Ф. Ратцеля, подчёркивая роль культурных заимствований, а также значение городского влияния. Работы учёного основаны на материалах, собранных им в России в 1900‒1910 годах у хантов, коми-зырян, удмуртов, татар, карелов и др.
Считал главной задачей финской этнологии изучение истории финно-угорских народов и определение их древней прародины. Основой изучения генезиса считал сравнительный анализ материальной культуры.

## Избранные труды
- Über die Sperrfischerei bei den finnisch-ugrischen Völkern, Hels., 1906;
- Suoma-laisten kalastus, t. 1‒3, Hels., [1906-08];
- Suomen kansaiipukujen historia, Hels., 1915;
- Suomen kansanomaista kultuuria, t. 1‒2, Hels., 1919‒21.